# Spartak Dniepropetrowsk
Spartak Dniepropetrowsk (ukr. Футбольний клуб «Спартак» Дніпропетровськ, Futbolnyj Kłub "Spartak" Dnipropetrowśk) – ukraiński klub piłkarski z siedzibą w Dniepropietrowsku.

## Historia
Chronologia nazw:
- 1934: Spartak Dniepropetrowsk (ukr. «Спартак» Дніпропетровськ)

Piłkarska drużyna Spartak Dniepropetrowsk została założona w latach 30. XX wieku. W 1937 zespół startował w rozgrywkach Pucharu ZSRR. W następnym roku również występował w tym turnieju. W 1946 debiutował w Trzeciej Grupie, centralnej strefie ukraińskiej Mistrzostw ZSRR, w której zajął 3 miejsce. Na początku 1947 struktura klubu została wchłonięta przez główny klub miasta – Stal Dniepropetrowsk. Potem klub odrodził się jako zespół amatorski i występował w rozgrywkach mistrzostw i Pucharu obwodu dniepropetrowskiego.

## Sukcesy
- Trzecia Grupa, centralna strefa ukraińska:

3 miejsce: 1946
- Puchar ZSRR:

1/16 finału: 1937